# Italo Martinenghi
Italo Martinenghi (* 25. Oktober 1930 in Mailand; † 26. Januar 2008) ist ein italienischer Filmproduzent und -regisseur.
Martinenghi produzierte in den 1960er Jahren einige Abenteuerfilme, unter anderem auch zwei mit den comichaften „3 supermen“. Zwischen 1973 und 1986 ließ er als Regisseur vier Fortsetzungen folgen, zwei in Koproduktion mit der Türkei, und drehte eine weitere preisgünstige Filmkomödie mit seinem Sohn in einer der Hauptrollen.

## Filmografie (Auswahl)
- 1967: Die drei Supermänner räumen auf (I fantastici tre supermen)
- 1968: Libido – Das große Lexikon der Lust (Le dieci meraviglie dell'amore) (Produzent)
- 1969: Isabella – Mit blanker Brust und spitzem Degen (Isabella, duchessa dei diavoli) (Produzent)
- 1973: …E così divennero i tre supermen del West
- 1979: 3 Supermen contro il padrino
- 1979: Lady Football
- 1984: Üç süpermen olimpiyatlarda
- 1986: Crash Boys (3 supermen a Santo Domingo)